# London Poems: An Epic Poem

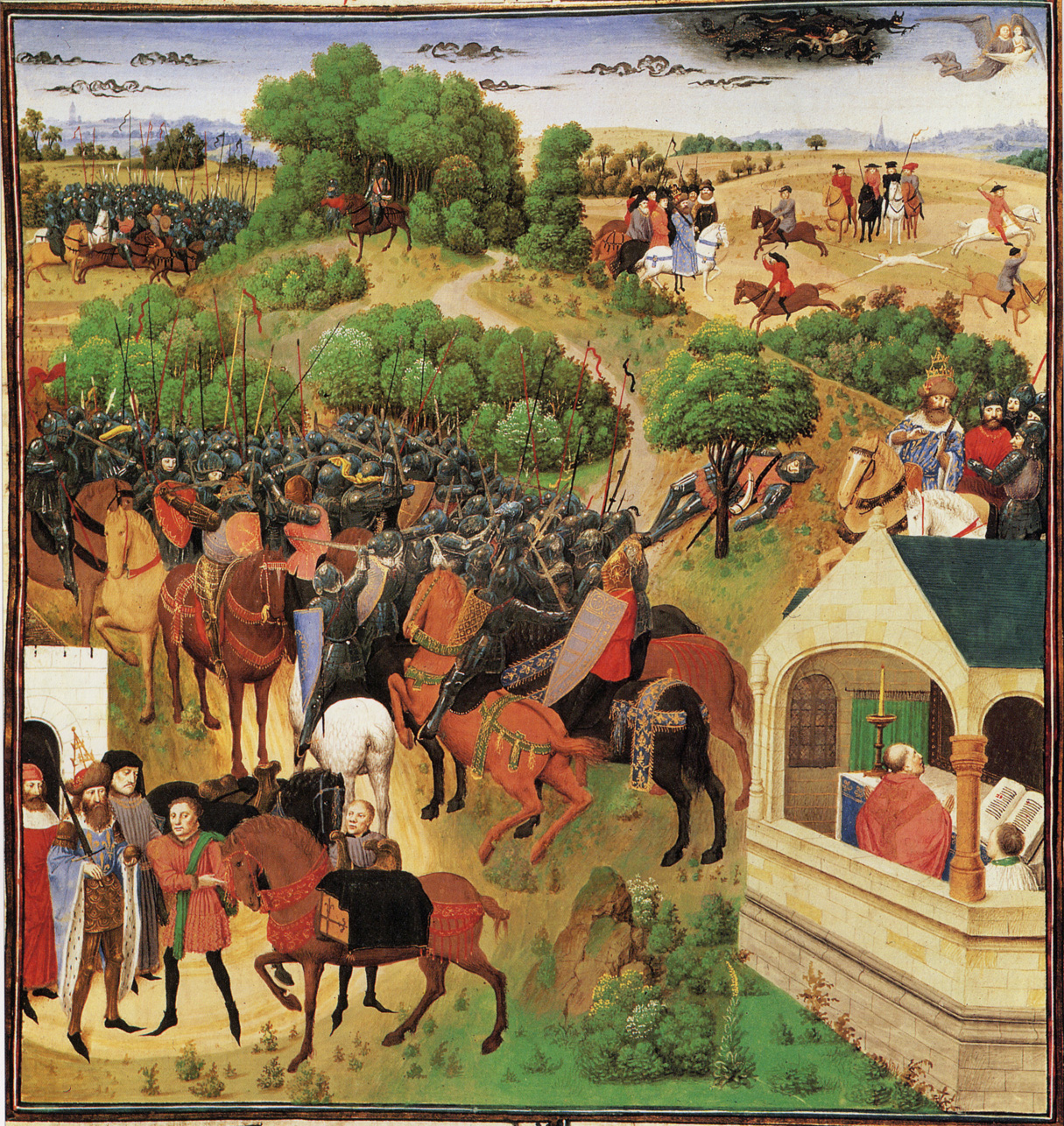
Ilustracja do pieśni o Rolandzie

London Poems: An Epic Poem – tomik poetycki angielskiego poety Roberta Williamsa Buchanana, opublikowany w Londynie w 1866 przez Alexandra Strahana. Tom zawiera między innymi poemat epicki The Death of Roland. Składające się na tomik utwory są w dużej części napisane wierszem białym (blank verse). Śmierć Rolanda jest napisana parzyście rymowanym jambicznym sześciostopowcem (aleksandrynem).